# Quận XVI, Budapest
Quận XVI, Budapest là một quận thuộc hạt főváros, Hungary. Quận này có diện tích 33,51 km², dân số năm 2010 là 68368 người, mật độ 2040 người/km².